# Piggott (Arkansas)
Piggott település az Amerikai Egyesült Államok Arkansas államában, Clay megyében, melynek megyeszékhelye is. Lakosainak száma 3622 fő (2020. április 1.).

## Népesség
A település népességének változása:

| 2010 | 3 849 |
| 2020 | 3 622 |